# 逆川 (太田川水系)
逆川（さかがわ）は、静岡県の主に掛川市を流れる二級河川。太田川水系原野谷川の支流。

## 概要

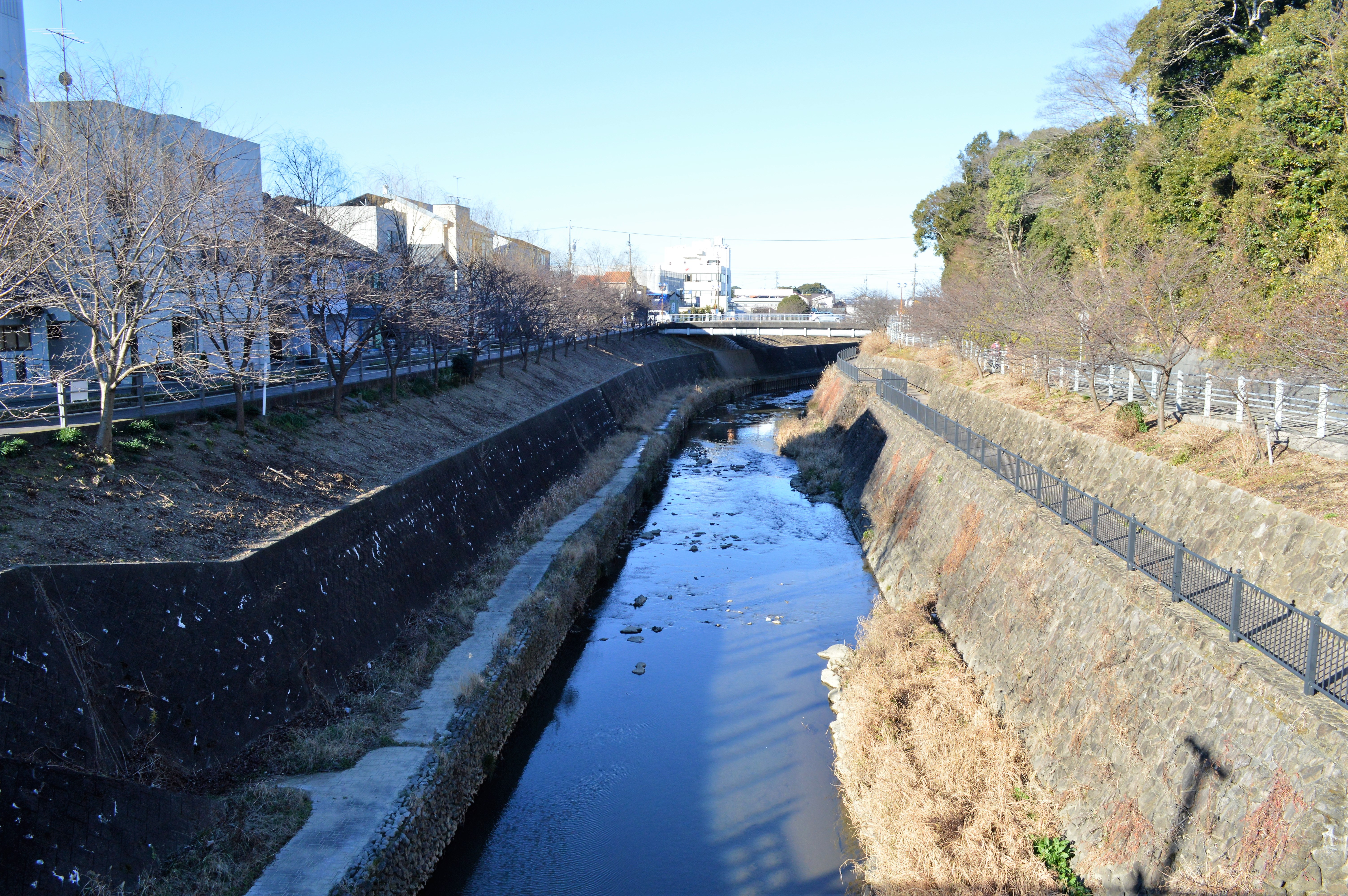
掛川城南東の逆川（2017年2月3日撮影）

蛇行が激しく、たびたび水害をもたらしてきた暴れ川である。堤が欠ける（決壊する）ことから「かけがわ」（欠川→掛川）とも呼ばれ、当地域が「掛川」と呼ばれる由縁となったと伝えられている。掛川城のすぐ南を流れており、天然の濠としても使われていた。春には川沿いに掛川桜がみられる。

## 地理
静岡県掛川市東山の粟ヶ岳に源を発し、掛川市中心部を激しく蛇行しながら西進、流路の一部では周辺の他河川とはほぼ逆向きの、南東から北西の方向へと流れる針路をとりながら、袋井市愛野付近で原野谷川に合流する。

## 歴史
- 1923年（大正12年）1月 - 1932年（昭和7年）4月：逆川河川改修。
- 1982年（昭和57年）9月10日：台風18号による豪雨災害。罹災家屋2,605戸（全壊2、半壊2、床上浸水1,173、床下浸水1,428）、冠水農地 8.6ha、被害総額57億6000万円。
- 1982年（昭和57年）12月 - 1987年（昭和62年）3月：河川激甚災害対策特別緊急事業河川改修。